# Aegopogon bryophilus
Aegopogon bryophilus är en gräsart som beskrevs av Johann es Christoph Christian Döll. Aegopogon bryophilus ingår i släktet Aegopogon och familjen gräs. Inga underarter finns listade i Catalogue of Life.